# Медведица (Гомельская область)
Медведица (бел. Мядзве́дзіца) — посёлок в Шарпиловском сельсовете Гомельского района Гомельской области Беларуси.
На западе граничит с лесом.

## География

### Расположение
В 35 км на юго-запад от Гомеля.

### Гидрография
На востоке мелиоративный канал.

## Транспортная сеть
Транспортные связи по просёлочной, затем автомобильной дороге Новая Гута — Гомель. Деревянные крестьянские усадьбы вдоль просёлочной дороги.

## История
Основан в начале 1920-х годов переселенцами из соседних деревень на бывших помещичьих землях. В 1931 году жители вступили в колхоз. Во время Великой Отечественной войны 5 жителей погибли на фронте. В 1959 году в составе совхоза «Междуречье» (центр — деревня Шарпиловка).

## Население

### Численность
- 2004 год — 5 хозяйств, 6 жителей

### Динамика
- 1959 год — 71 житель (согласно переписи)
- 2004 год — 5 хозяйств, 6 жителей